# Бирзгале

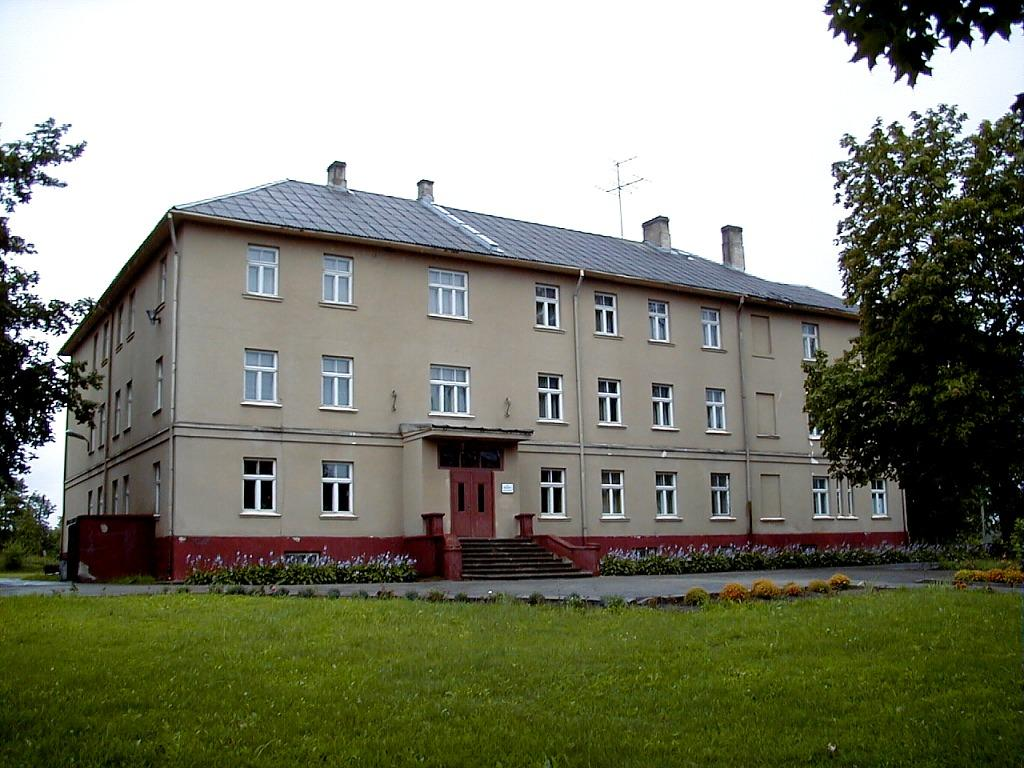
Начальная школа

Би́рзгале (латыш. Birzgale) — населённый пункт в Кегумском крае Латвии. Административный центр Бирзгальской волости. Расстояние до города Кегумс составляет около 20 км, до города Огре — около 32 км. По данным на 2018 год, в населённом пункте проживало 708 человек. Есть волостная администрация, начальная школа, детский сад, музыкальная школа, народный дом, библиотека, музей и почтовое отделение. В 2 км к северо-западу от находится заброшенный аэродром Бирзгале.

## История
До начала XX века село было центром поместья Бирзгален.
В советское время населённый пункт был центром Бирзгалского сельсовета Огрского района. В селе располагалась центральная усадьба совхоза «Бирзгале».